# Televisió Digital Catalana
Televisió Digital Catalana (TDC) és una societat privada que va participar en el concurs de la Generalitat de Catalunya per a la concessió de l'explotació d'un canal múltiple de Televisió Digital Terrestre amb cobertura nacional i emissió principalment en obert. El grup Mediapro n'és l'accionista majoritari tot i que un percentatge minoritari pertany al Grup Flaix, el grup Comit Audiovisual i a la productora d'animació D'Ocon Films Production.